# Tarenna pembensis
Tarenna pembensis är en måreväxtart som beskrevs av J.E.Burrows. Tarenna pembensis ingår i släktet Tarenna och familjen måreväxter. Inga underarter finns listade i Catalogue of Life.